# Copelatus ambiguus
Copelatus ambiguus är en skalbaggsart som beskrevs av Henri Bertrand och Legros 1975. Copelatus ambiguus ingår i släktet Copelatus och familjen dykare. Inga underarter finns listade i Catalogue of Life.